# Stravaso da antracicline
Lo stravaso da antracicline ( o di antracicline) è un effetto collaterale della chemioterapia effettuata con antracicline.

## Eziologia
Il trattamento chemioterapico viene somministrato al paziente oncologico, nella maggior parte dei casi per via endovenosa e ha come obiettivo quello di colpire ed eliminare le cellule tumorali. Lo stravaso di antracicline consiste nella fuoriuscita dal letto vascolare nei tessuti circostanti di un farmaco appartenente a queste categorie.
Lo stravaso può verificarsi per cause diverse, che svariano dall'errore umano al difetto degli strumenti utilizzati, dalla predisposizione del sistema vascolare del paziente, alle caratteristiche fisico-chimiche del farmaco.

## Epidemiologia
Lo stravaso può essere considerato un evento avverso raro: si stima infatti che possa verificarsi in percentuali che oscillano tra lo 0,1% e l'1% delle infusioni da antracicline, anche se si stima che la percentuale si alzi fino al 6,5% conteggiando anche gli stravasi derivanti da altri farmaci antiblastici.

## Clinica
Le conseguenze di un evento di questo tipo possono essere di diversa entità, dipendente sia dalla quantità di farmaco fuoriuscito, sia dalla tempestività con la quale lo stravaso viene riconosciuto. Gli effetti variano infatti dall'arrossamento locale alla necrosi tissutale che può coinvolgere anche tendini e legamenti causando gravi danni funzionali, a volte irreversibili (si stima infatti che almeno un terzo degli stravasi esiti in ulcere e necrosi).

## Trattamento
Il trattamento è perlopiù chirurgico. La tempestiva somministrazione di dexrazoxano sembra diminuire l'incidenza di complicanze. 